# Оттавский центральный автовокзал

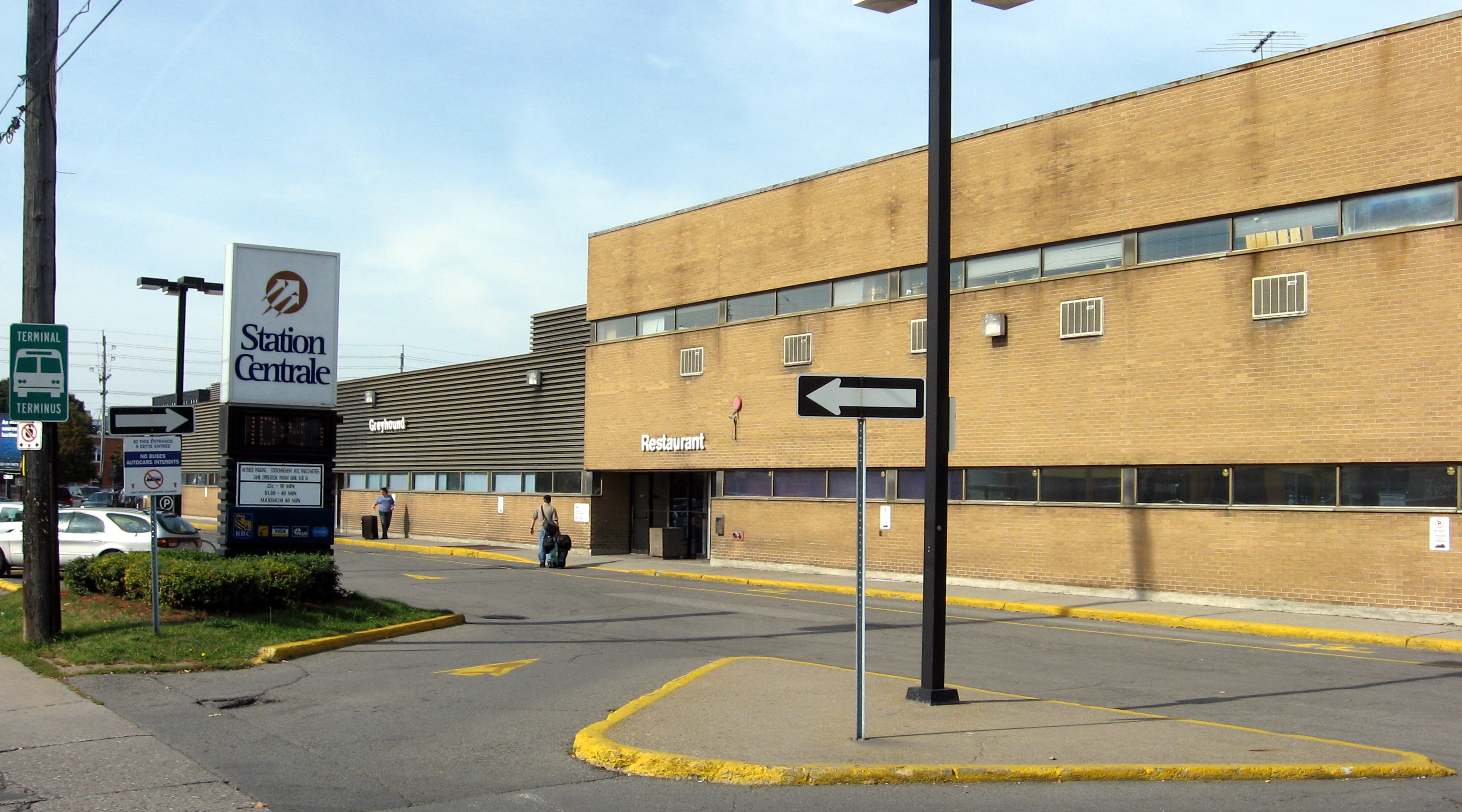
Центральный автовокзал Оттавы

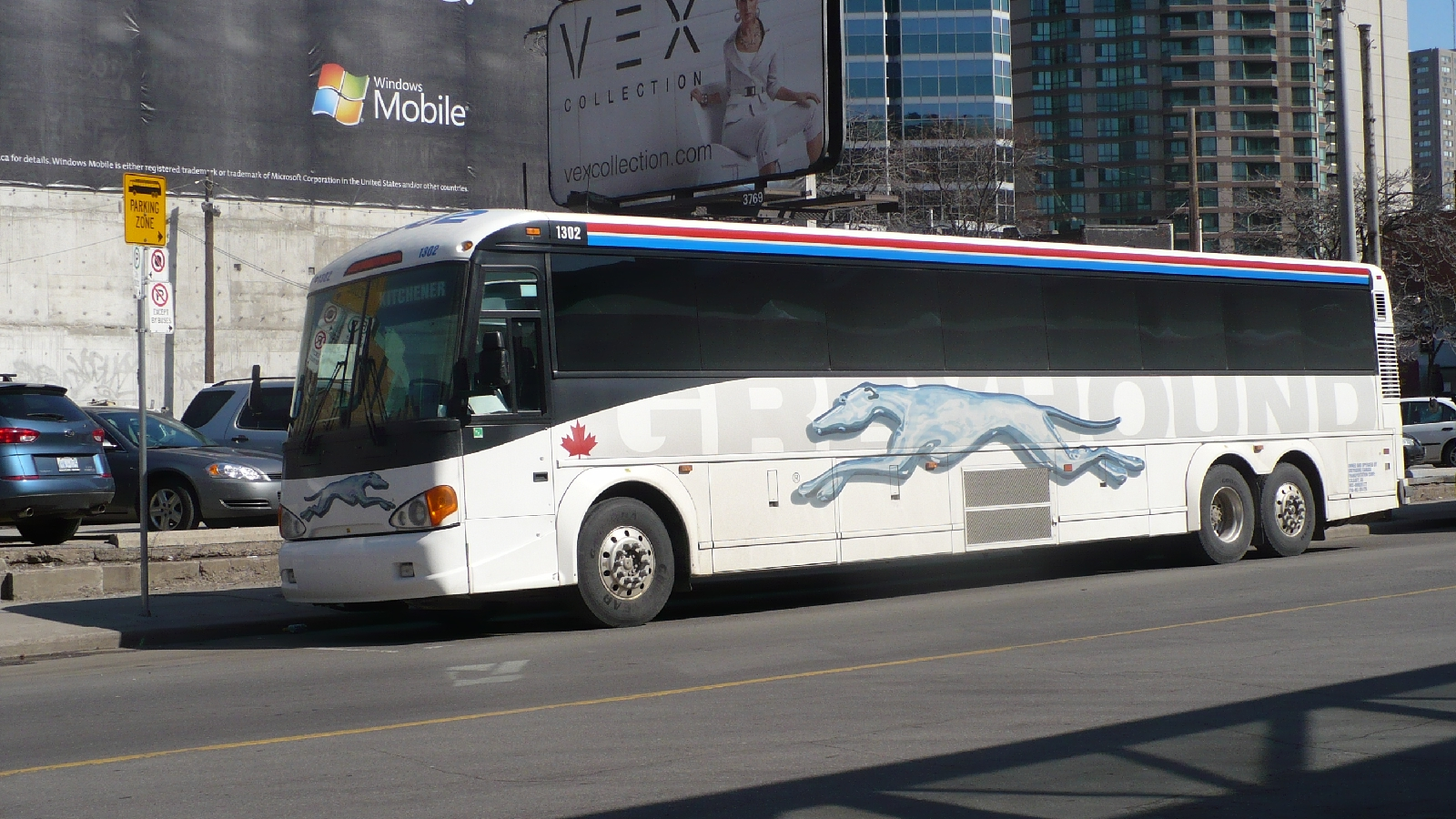
Компания Greyhound Canada — основной из автобусных операторов вокзала

Центральный автобусный вокзал Оттавы, англ. Ottawa Central Station, ранее англ. Ottawa Bus Central Station — главный автобусный терминал г. Оттава.

## Управление
Управлялся той же компанией, что и главный автобусный терминал Монреаля, en:Gare d'autocars de Montreal, прежде чем последний был приобретён правительством Квебека  7 февраля 2011 г. терминал был продан компании Corporate Customer Service Limited, субподрядчику автобусной компании Greyhound Canada, которая создала для управления автовокзалом новую компанию, Ottawa Central Station Inc.. Здание вокзала и участок земли принадлежат Crerar Silverside Corporation..

## Расположение
Автовокзал расположен по адресу Кэтрин-стрит 265 (265 Catherine Street), между Кент-стрит и Лайон-стрит, непосредственно к северу от автомагистрали 417 (Highway 417) — главной автомагистрали, проходящей через г. Оттава.

## Структура и режим работы
На станции работают агенты по обслуживанию клиентов компании Greyhound, а охрану обеспечивает компания Investigation Services Ltd. На втором этаже вокзала расположены офисы Cisco Systems, Фестиваля блюза, Ideal Control Systems и компании First Student, оперирующей школьными автобусами.
Вокзал работает с 5:00 утра до 2:30 ночи. Отдел посылок открыт с понедельника по пятницу с 7:00 утра до 8:00 вечера, по субботам с 8:00 утра до 5:00 вечера и по воскресеньям и праздникам с 9:00 утра до 5:00 дня.
С 15 декабря 2008 г. введены новые меры безопасности: все пассажиры обязаны проходить металлодетекторы и досмотр, а при отказе их не допускают на рейсы. Эти меры безопасности обеспечивает компания Garda.

## Направления
| Автобусная компания         | Направления                                                        |
| --------------------------- | ------------------------------------------------------------------ |
| Voyageur Colonial Bus Lines | Монреаль, Кингстон, Корнуолл, Гатино, Гран-Рему                    |
| Greyhound Canada            | Садбери, Торонто, Питерборо, Бельвиль, Пемброк, Норт-Бэй, Сиракузы |
| Thom Transport              | Кийон, Шовиль, Фор-Кулонж                                          |

Автобусы ряда других компаний совершают краткую остановку на дороге перед автовокзалом для посадки и высадки пассажиров: это, в частности, Tricolour Express Университета Квинс (управляется компанией Coach Canada) и автобус-челнок Международного аэропорта Макдональда-Картье (по требованию).